# County Sligo
County Sligo (irisch Contae Shligigh) ist eine Grafschaft (Verwaltungsbezirk) in der Provinz Connacht im Nordwesten der Republik Irland.

## Geografie
Nach Nordwesten liegt County Sligo am Atlantik, im Norden liegt der Tafelberg Ben Bulben und im Osten liegen die Ox Mountains. Der Süden ist von Landwirtschaft geprägt.

## Geschichte
Schon 4000 Jahre v. Chr. kultivierten Menschen die Region und überlebten auch dank des Sammelns von Miesmuscheln, Austern und anderer Mollusken und Schalentiere (Culleenamore Middens). Ein Causewayed camp wurde bei Magheraboy und ein Inland-Promontory-Fort (Knoxspark) wurden als Zeugnis der ersten bäuerlichen Siedler ausgegraben. Ungefähr fünf Kilometer südlich des Regionalflughafens wurde eine der größten Ansammlungen megalithischer Überreste in Europa gefunden. Carrowmore ist ein Paradies für Archäologen. Für interessierte Besucher bietet sich eine Gelegenheit, ein Umfeld des prähistorischen Menschen zu entdecken. So gibt es im County Sligo 132 nachweisbare Megalithanlagen.
Die Stadt Sligo wurde in der Wikingerzeit gegründet; die Abtei und das Castle wurden im 13. Jahrhundert errichtet, wie viele andere (z. B. Ballymote) zu dieser Zeit in der Grafschaft auch.
Aufgrund der Tatsache, dass sich County Sligo an einem strategisch wichtigen Ort befindet (an der Straße, die zum Norden führt), war die Grafschaft oft Opfer der Angriffe von Clanchefs wie auch der Engländer. Im Jahr 1588 wurden Schiffe der Spanischen Armada von einem Sturm am breiten Strand von Streedagh zerstört. Einigen Spaniern, die von Einwohnern gefunden wurden, gelang es den Engländern zu entkommen und nach Spanien zurückzukehren. 1570 wurde die heutige Grafschaft gegründet. Sie hat im Rebellionskrieg im Jahr 1798 ebenfalls eine Rolle gespielt; der französisch-irischen Armee gelang es, die Engländer zurückzudrängen. Bei Carricknagat wurde für seine Rolle in dieser Schlacht eine Statue zum Gedächtnis an Bartholemew Teeling aufgerichtet. Mitte des 19. Jahrhunderts mussten viele Menschen während einer besonders großen Hungersnot aus dem County auswandern. Die Einwohnerzahl sank von 181.000 (1841) auf 57.000 (1956) und stieg in den letzten Jahren wieder an, sodass sie laut der Volkszählung von 2016 bei 65.000 lag.

## William B. Yeats
County Sligo wird auch Yeats Country genannt, da der Dichter und Nobelpreisträger William Butler Yeats hier oft bei seinen Verwandten zu Besuch war, viele Themen seiner Gedichte hier fand und er auch am Fuße des Ben Bulben begraben ist.

## Wirtschaft
Die Landwirtschaft besteht aus Schaf- und Rinderzucht. Der Windparkbetreiber Airtricity hat einige Windräder zur Stromgenerierung in Betrieb; ansonsten gibt es wenig Industrie. An vielen Stellen wird heute noch Torf abgebaut. Tourismus ist eine wichtige Einnahmequelle.

## Politik
Die Sitzverteilung im Sligo County Council nach der Kommunalwahl im Juni 2024 ist:
| Partei       | Sitze |
| ------------ | ----- |
| Fianna Fáil  | 6     |
| Fine Gael    | 4     |
| Sinn Féin    | 2     |
| Labour Party | 1     |
| PBPS         | 1     |
| Unabhängige  | 4     |

Für die Wahlen in das irische Parlament (Dáil Éireann) im November 2024 bildete Sligo mit dem County Leitrim einen Wahlkreis, in dem vier Abgeordnete gewählt wurden.
| Partei      | Sitze |
| ----------- | ----- |
| Fianna Fáil | 1     |
| Fine Gael   | 1     |
| Sinn Féin   | 1     |
| Unabhängige | 1     |

## Sehenswürdigkeiten
- Ben Bulben Tafelberg

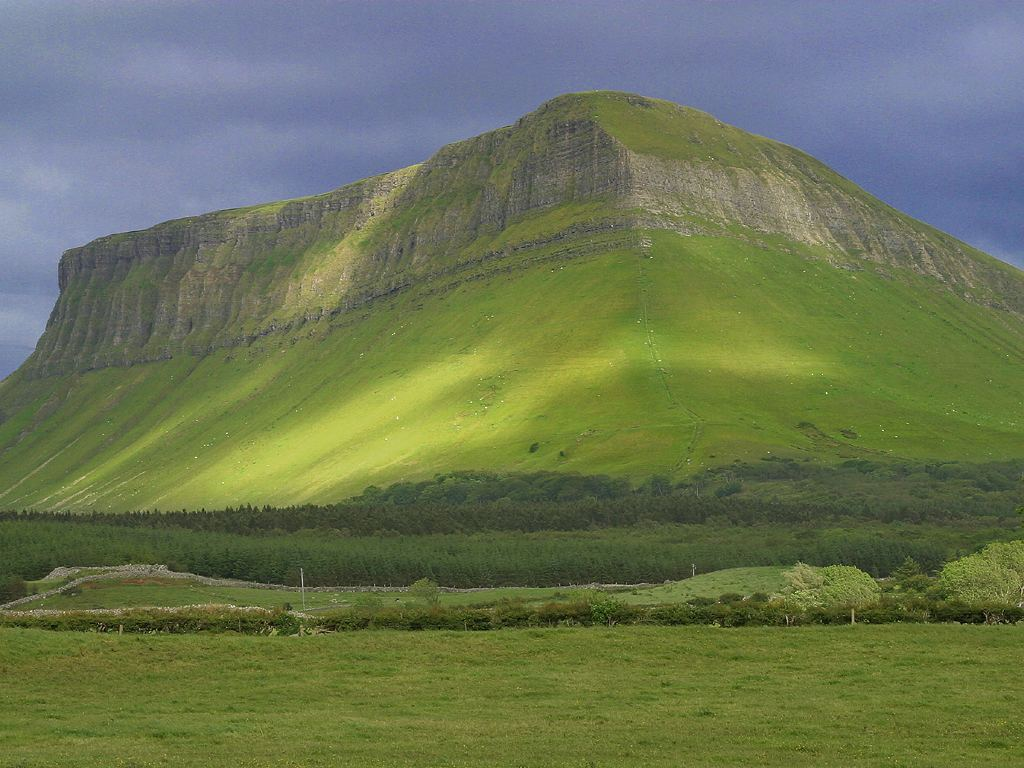
Wahrzeichen des Countys Sligo – der Ben Bulben

- Carrickglass, (oder der Labby-Rock) Portal Tomb
- Church Island im Lough Gill
- Creevykeel, Court Tomb
- Carrowkeel, Passage Tombs
- Carrowmore, megalithische Anlagen darunter Listoghil
- Causewayed enclosure von Magheraboy, Einfriedung
- Kloster Cloonameehan, Gründung der Dominikaner von 1488
- Cloverhill, Passage Tomb mit späteren Steingravuren
- Drumcliff, Grab von William B. Yeats, ein Rundturmrest und ein Hochkreuz
- Heapstown, Cairn
- Innishmurray Inselkloster mit Beehive-huts (private Überfahrten)
- Kesh Corran Cairn
- Keshcorran Caves Höhlen
- Knocklane Promontory Fort
- Knocknarea Berg mit Cairn der Queen Maeve
- Knocknashee Hillfort
- Lissadell House
- Sligo Abbey
- Tawnatruffaun, Portal Tomb

## Persönlichkeiten
Der bei Dublin geborene Dichter und Nobelpreisträger William Butler Yeats hat sich sehr von der Region des Countys Sligo inspirieren lassen.
Lissadell House war der Sitz der Familie Gore-Booth; hier wuchs Constance Markiewicz (1868–1927) auf. Sie spielte eine bedeutende Rolle im irischen Unabhängigkeitskampf des frühen 20. Jahrhunderts.
Aus Ballymote im County Sligo stammten Francis Taaffe und Bruder Walfrid.
County Sligo ist die Heimat von drei Westlife Mitgliedern: Kian Egan, Shane Filan und Mark Feehily.
Leo Milligan (Vater von Spike Milligan) ist in der Stadt Sligo geboren; am 26. Juni 2005 wurde Spike zu Ehren eine Gedenktafel enthüllt.
Elizabeth Rosanna Gilbert, bekannt als Lola Montez (* 17. Februar 1821 in Grange, Vereinigtes Königreich von Großbritannien und Irland; † 17. Januar 1861 in New York) war eine irische Tänzerin und eine Geliebte König Ludwigs von Bayern.